# Åke Joelsson
Opsa Åke Joel Joelsson, född 6 mars 1931 i Äppelbo församling, Kopparbergs län, död 1 mars 2013 i Arbogabygdens församling, Västmanlands län, var en svensk evangelist verksam inom Svenska Missionsförbundet.
Han växte upp i Dalarna och började sin bana som evangelist redan i tonåren. Efter sin examen på Missionskolan på Lidingö 1957 fortsatte han därefter som riksevangelist.
Åke Joelsson hade ett mångårigt samarbete med evangelisten Uno Davidson, de var ett uppskattat predikantteam som förkunnade och musicerade tillsammans i kristna möten. Han samverkade även i utlandsarbete med missionsorganisationerna Tältmissionen och Hoppets Stjärna.